# Hellbound (Eminem)
Hellbound è un singolo dei rapper statunitensi Eminem, Masta Ace e J-Black per l'album Game Over (2000), pubblicato il 22 aprile 2002 tramite le etichette Fon-Ky, 2 Jiggy e ZYX.

## Tracce
Come CD:
1. "Hellbound"  – 3:58
2. "Spread It Out"  – 3:03
3. "Rap 2K1"  – 3:47

## Classifiche
| Classifica (2002-2003) | Posizione massima |
| ---------------------- | ----------------- |
| Belgio (Vallonia)      | 10                |
| Belgio (Fiandre)       | 4                 |
| Francia                | 53                |
| Svizzera               | 85                |
| Regno Unito            | 183               |